# Днепр-1 (футбольный клуб)
Спортивный клуб «Днепр-1» — украинский футбольный клуб из города Днепр, основанный 29 ноября 2015 года. С сезона 2019/20 по сезон 2023/24 выступал в Украинской Премьер-лиге.
Серебряный призёр чемпионата Украины 2022/23. Полуфиналист Кубка Украины 2017/18 и 2018/19. Победитель Первой лиги 2018/19, серебряный призёр Второй лиги 2017/18.

## История
Клуб был создан 29 ноября 2015 года по инициативе украинского политика Юрия Берёзы и бизнесмена Геннадия Полонского. В 2016 году команда выиграла Кубок Защитника. В 2017 году «Днепр-1» был участником благотворительного турнира Суперкубок защитника Украины по футболу. 29 апреля 2017 года «спортклубовцы» дебютировали в Первой лиге чемпионата Днепропетровской области.
21 июня 2017 года «Днепр-1» был принят во Вторую лигу. Главным тренером команды стал экс-тренер ФК «Днепр» Дмитрий Михайленко. Вместе с Михайленко в новый клуб перебрался весь его тренерский штаб, некоторый персонал «Днепра», а также ряд игроков старой команды. Домашние матчи команда стала проводить на стадионе «Днепр-Арена», а в качестве резервного стадиона был заявлен «Метеор».
Первый матч на профессиональном уровне команда провела 9 июля 2017 года в первом предварительном раунде Кубка Украины 2017/18 с командой «Буковина» и обыграла её со счётом 5:0. 13 августа «Днепр-1» потерпел первое в истории поражение, проиграв на стадионе «Электрометаллург» ФК «Никополь» со счётом 0:2. Первую половину сезона «Днепр-1» завершил на 1 месте с двухочковым отрывом от «Металлиста 1925». «Днепр-1» также вышел в полуфинал Кубка Украины, став вторым в истории клубом второй лиги, которому удалось добраться до столь высокого раунда этого турнира. 2 мая 2018 года СК «Днепр-1» обыграл «Таврию» со счетом 4:2 и досрочно оформил выход в Первую лигу. 9 июня 2018 года в матче за золотые медали второй лиги «Днепр-1» проиграл со счётом 0:1 «Агробизнесу» и завоевал серебряные медали турнира.
Первую часть сезона 2018/19 в Первой лиге «Днепр-1» окончил на первом месте в турнирной таблице, оторвавшись от «Металлиста 1925» на пять очков. В Кубке Украины «днепряне» второй раз подряд дошли до полуфинала, в котором уступили со счётом 0:2 донецкому «Шахтёру». Сезон 2018/19 команда закончила на 1-месте и таким образом вышла в Премьер-лигу.
В первом матче в высшем дивизионе днепровская команда обыграла донецкий «Олимпик» со счётом 2:0. Первый гол «днепрян» в УПЛ забил Сергей Булеца.
В сезоне 2023/24 команда заняла четвёртое место, получив право выступить в квалификации Лиги конференций 2024/25. Но проблемы с финансированием вынудили «Днепр-1» распродать игроков, а клубное имущество передать кредиторам. Клуб не только не сыграл в еврокубках — в матчах с венгерским клубом Академия Пушкаша были засчитаны технические поражения 0:3, но и выведен из числа участников УПЛ.

## Выступления в еврокубках
| Сезон   | Турнир           | Раунд              | Оппонент            | Дома     | В гостях | Итог   | Квал. |
| ------- | ---------------- | ------------------ | ------------------- | -------- | -------- | ------ | ----- |
| 2022/23 | Лига Европы      | Плей-офф           | АЕК (Ларнака)       | 1:2      | 0:3      | 1:5    |       |
| 2022/23 | Лига конференций | Группа E           | АЗ (Алкмар)         | 0:1      | 1:2      | 2 из 4 |       |
| 2022/23 | Лига конференций | Группа E           | «Аполлон» (Лимасол) | 1:0      | 3:1      | 2 из 4 |       |
| 2022/23 | Лига конференций | Группа E           | «Вадуц»             | 2:2      | 2:1      | 2 из 4 |       |
| 2022/23 | Лига конференций | Плей-офф           | АЕК (Ларнака)       | 0:0      | 0:1      | 0:1    |       |
| 2023/24 | Лига чемпионов   | Второй квал. раунд | Панатинаикос        | 1:3      | 2:2      | 3:5    |       |
| 2023/24 | Лига Европы      | Третий квал. раунд | Славия Прага        | 0:3      | 1:1      | 1:4    |       |
| 2023/24 | Лига конференций | Плей-офф раунд     | Спартак Трнава      | 1:1      | 1:2      | 2:3    |       |
| 2024/25 | Лига конференций | Второй квал. раунд | Академия Пушкаша    | 0:3 тех. | 0:3 тех. | 0:6    |       |

## Статистика выступлений
| Сезон   | Чемпионат Украины | Чемпионат Украины | Чемпионат Украины | Чемпионат Украины | Чемпионат Украины | Чемпионат Украины | Чемпионат Украины | Чемпионат Украины | Чемпионат Украины | Кубок Украины | Главный тренер     | Лучший бомбардир (количество голов) |
| Сезон   | Лига, этап        | Лига, этап        | Место             | Игры              | В                 | Н                 | П                 | РМ                | Очки              | Кубок Украины | Главный тренер     | Лучший бомбардир (количество голов) |
| 2017/18 | Вторая            | Группа Б          | 1                 | 33                | 26                | 3                 | 4                 | 87−15             | 81                | 1/2 финала    | Дмитрий Михайленко | Игорь Когут (17)                    |
| 2017/18 | Вторая            | Финал             |                   | 1                 | 0                 | 0                 | 1                 | 0−1               | —                 | 1/2 финала    | Дмитрий Михайленко | Игорь Когут (17)                    |
| 2018/19 | Первая            | Первая            |                   | 28                | 21                | 4                 | 3                 | 72-21             | 67                | 1/2 финала    | Дмитрий Михайленко | Станислав Кулиш (20)                |
| 2019/20 | УПЛ               | УПЛ               | 7                 | 32                | 15                | 4                 | 13                | 42-42             | 49                | 1/8 финала    | Дмитрий Михайленко | Владислав Супряга (14)              |
| 2020/21 | УПЛ               | УПЛ               | 7                 | 26                | 8                 | 6                 | 12                | 36-38             | 30                | 1/4 финала    | Игор Йовичевич     | Марио Чуже (7)                      |
| 2021/22 | УПЛ               | УПЛ               | 3                 | 18                | 13                | 1                 | 4                 | 35:17             | 40                | 1/4 финала    | Игор Йовичевич     | Артём Довбик (14)                   |
| 2022/23 | УПЛ               | УПЛ               | 2                 | 30                | 21                | 4                 | 5                 | 61:27             | 67                | не проводился | Александр Кучер    | Артём Довбик (24)                   |

## Достижения
Кубок Украины:
- Полуфиналист (2): 2017/18, 2018/19

Чемпионат Украины
- Обладатель Кубка Престижа: 2019/20
- Серебряный призёр: 2022/23

Первая лига Украины:
- Победитель: 2018/19

Вторая лига Украины:
- Серебряный призёр: 2017/18

## Капитаны
| Имя              | Годы капитанства |
| ---------------- | ---------------- |
| Сергей Кравченко | 2017—2020        |
| Сергей Логинов   | 2021—2022        |
| Александр Сваток | 2022—2024        |

## Рекордсмены

### Матчи
| №  | Имя                 | Матчи |
| -- | ------------------- | ----- |
| 1  | Игорь Когут         | 150   |
| 2  | Александр Назаренко | 125   |
| 3  | Сергей Логинов      | 111   |
| 4  | Александр Сваток    | 109   |
| 5  | Владимир Адамюк     | 103   |
| 6  | Александр Пихалёнок | 102   |
| 7  | Сергей Кравченко    | 85    |
| 8  | Александр Снижко    | 79    |
| 9  | Алексей Гуцуляк     | 76    |
| 10 | Владимир Полевой    | 71    |

Полужирным шрифтом выделены игроки, которые сейчас выступают за команду

## Клубная база

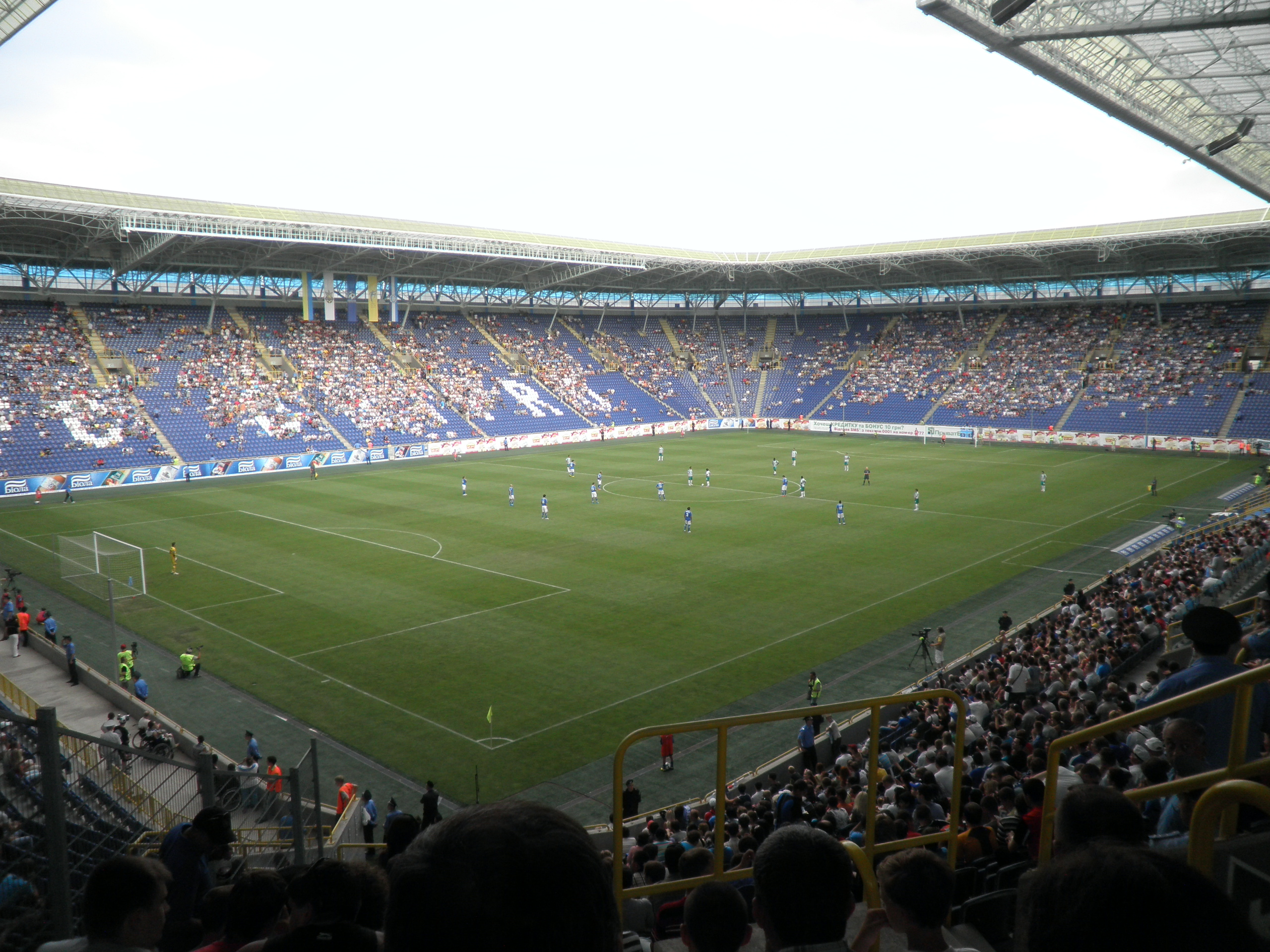
«Днепр-Арена»

## Самые крупные победы и поражения
Победы
| Соперник                | Счёт | Место проведения           | Турнир                                  | Дата         |
| ----------------------- | ---- | -------------------------- | --------------------------------------- | ------------ |
| «Металлург» (Запорожье) | 8:0  | Запорожье, УТБ «Металлург» | Вторая лига 2017/18, группа Б, 2-й тур  | 21 июля 2017 |
| «Судостроитель»         | 8:0  | Днепр, «Днепр-Арена»       | Вторая лига 2017/18, группа Б, 32-й тур | 26 мая 2018  |

Поражения
| Соперник      | Счёт | Место проведения       | Турнир                         | Дата            |
| ------------- | ---- | ---------------------- | ------------------------------ | --------------- |
| «Прикарпатье» | 4:0  | Ивано-Франковск, «Рух» | Первая лига 2018/19, 28-й тур  | 11 мая 2019     |
| «Колос»       | 4:0  | Киев, «Оболонь-Арена»  | Премьер-лига 2019/20, 17-й тур | 07 декабря 2019 |

## Стадион
Стадион «Днепр-Арена» был построен в 2008 году. Его вместимость составляет 31 003 места. Стадион является исключительно футбольным и не имеет беговых дорожек. Навес стадиона полностью покрывает все зрительские сектора.